# ルーカス・ブックス
ルーカス・ブックス（英: LucasBooks）はアメリカのルーカスフィルム（ウォルト・ディズニー・スタジオ）の出版部門としての役割を果たすルーカス・ライセンシング内の部門である。

## 概要
自社の代表作『スター・ウォーズシリーズ』や『インディ・ジョーンズ シリーズ』などの多年生に基づく本、漫画、雑誌、そして新しく開発されたフィクションであらゆる年齢の読者をターゲットにして販売している。
ウォルト・ディズニー・カンパニーの買収により現在はディズニーブックスと表示されている事もある。